# Sekundærrute 575
De Sekundærrute 575 is een secundaire weg in Denemarken. De weg loopt van Lindum via Hammershøj en Bjerringbro naar Kongensbro. De Sekundærrute 575 loopt door Midden-Jutland en is ongeveer 34 kilometer lang.